# Boula Ibbi
Boula Ibbi est une petite ville du Cameroun située dans le département de la Bénoué et la région du Nord. Elle fait partie de la commune de Bibemi.

## Population
Lors du recensement de 2005, la localité comptait 5 497 habitants.
C'est l'une des quelques localités où l'on parle le mazagway, une langue tchadique biu-mandara.